# 금파중학교
금파중학교(金波中學校)는 대한민국 경기도 김포시 북변동에 있는 공립 중학교이다.

## 학교 연혁
- 1999년 1월 15일 : 금파중학교 설립 인가(9학급)
- 1999년 3월 1일 : 금파중학교 개교(9학급)
- 1999년 3월 1일 : 제1대 문기석 교장 부임
- 2008년 3월 1일 : 학급 증설(39학급)
- 2024년 1월 5일 : 제25회 졸업식 (11학급 362명, 누계 9,291명)
- 2024년 3월 1일 : 제9대 정경옥 교장 부임
- 2024년 3월 4일 : 제26회 입학식(11학급 352명)

## 참고 자료
- 금파중학교 - 한국교육학술정보원 학교알리미